# پیپراسیلین/تازوباکتام
پیپراسیلین/تازوباکتام (به انگلیسی: Piperacillin/tazobactam)، که تحت نام تجاری Tazocin و دیگر نام‌ها فروخته می‌شود، یک داروی ترکیبی است که حاوی آنتی‌بیوتیک پیپراسیلین و تازوباکتام است که یک مهارکننده بتا-لاکتاماز محسوب می‌شود. ترکیب این دو ماده، موجب بهبود فعالیت در برابر بسیاری از باکتری‌های گرم مثبت و گرم منفی از جمله سودوموناس آئروژینوزا می‌شود. این دارو در درمان بیماری التهابی لگن، عفونت داخل شکمی، ذات الریه، سلولیت و سپتیسمی استفاده می‌شود. این دارو به صورت تزریق وریدی تجویز می‌شود.
عوارض جانبی شایع شامل سردرد، مشکل در خواب، بثورات پوستی، حالت تهوع، یبوست و اسهال است. عوارض جانبی جدی شامل انتروکولیت با غشای کاذب و واکنش‌های آلرژیک از جمله آنافیلاکسی است. کسانی که به سایر β-لاکتام‌ها حساسیت دارند به احتمال زیاد به پیپراسیلین/تازوباکتام حساسیت دارند. به نظر می‌رسد استفاده در دوران بارداری یا شیردهی بی خطر است. معمولاً با مسدود کردن توانایی باکتری در ایجاد دیواره سلولی، منجر به مرگ باکتری‌ها می‌شود.
پیپراسیلین/تازوباکتام برای استفاده پزشکی در ایالات متحده در سال ۱۹۹۳ تأیید شد.